# Route nationale 209
Die N209 war eine französische Nationalstraße, die 1891 am westlichen Ufer der Var, dort teils am Hang verlaufend, zwischen der N7 in Cros-de-Cagnes und der N205 (ab 1920 N202) nördlich von Saint-Martin-sur-Var festgelegt wurde. Ihre Länge betrug 29,5 Kilometer. Sie wurde aus strategischen Gründen (Militär & Hochwasser der Var) angelegt. 1973 wurde sie komplett zur D2209 abgestuft. 1978 wurde eine neue N209 zwischen Gannat und Varennes-sur-Allier gebildet:
- N 9A Gannat–Vichy
- N 106 Vichy–Saint-Germain-des-Fossés
- N 493 Saint-Germain-des-Fossés–Varennes-sur-Allier

Damit wurde sie zu einem Seitenast der N9. 2007 erfolgte die Abstufung zwischen Gannat und Creuzier-le-Neuf. Die ursprüngliche N209 lässt sich ab der Brücke über den Fluss L'Estéron parallel zu diesem abschnittsweise nur noch zu Fuß oder mit Fahrrad betrachten, da diese mit Absperrungen für PKW nicht zugänglich ist. Ebenso ist die Straße am Kreisel am westlichen Brückenkopf über die Var nicht angeschlossen, sondern endet dort als Sackgasse.